# Operação Tocha
A Operação Tocha teve lugar em 8 de novembro de 1942, quando os Aliados desembarcaram no Norte da África, abrindo uma nova frente de batalha para as tropas do Afrika Korps. A intenção era acelerar a derrota alemã no continente e aliviar a pressão que os soviéticos estavam sofrendo na Europa, dissipando as forças alemãs. Stalin desejava uma segunda frente na Europa, mas Franklin Roosevelt e Winston Churchill preferiram começar pelo norte da África. Na verdade os comandantes americanos priorizavam um desembarque na Europa ocupada o quanto antes possível, enquanto seus pares britânicos acreditavam que isso seria um desastre. A ofensiva foi proposta porque expulsaria as tropas do Eixo do norte africano, intensificaria o controle aliado do Mar Mediterrâneo e prepararia o terreno para uma invasão no sul da Europa em 1943.
Após a vitória que os britânicos e seus aliados, principalmente da Commonwealth (Australianos, Néo-Zelandeses, Indianos, Sul-Africanos e também franceses livres) obtiveram contra o Afrika korps, na Segunda Batalha de El Alamein, empurrando os ítalo-alemães para a Tunísia, os aliados ocidentais resolveram levar a cabo a Operação Tocha (desembarques anglo-americanos no noroeste da África), cercando as tropas do Eixo em sintonia com os anglo-aliados que avançavam no sentido leste desde El Alamein, cercando e levando à capitulação cerca de 250 mil soldados alemães e italianos em maio de 1943.

## Antecedentes
A expulsão dos nazi-fascistas do Norte da África deu aos aliados ocidentais (Reino Unido, Estados Unidos e Canadá) as condições necessárias para abrir o segundo front de batalhas na Europa, que o líder soviético Josef Stalin tanto insistia, para afastar as tropas alemãs da Rússia. Os aliados resolveram começar o início da libertação da Europa do jugo nazista pela Sicília, na Itália, em 10 de julho de 1943, tendo em vista sua localidade mais próxima, no Mediterrâneo, e o fato de os ingleses terem domínio da fortificada ilha de Malta, o calcanhar de Aquiles de Erwin Rommel no norte da África.
Com a entrada dos Estados Unidos na Guerra, americanos e britânicos decidiram que, por ser o adversário  mais poderoso, a Alemanha deveria ser derrotada antes que o Japão. No início de 1942, o aliado anglo-americano do leste, a União Soviética, estava duramente ameaçada pelos  alemães, enquanto que no norte da África, Rommel marchava em direção ao Canal de Suez.
Joseph Stalin, premier russo, fazia pressão para que seus aliados ocidentais abrissem uma outra frente, aliviando, assim, a pressão alemã sobre os russos que lutavam para deter o avanço alemão. Em fins de junho de 1942, Churchill e Roosevelt decidem abrir uma nova frente na África, antes de 1943. Começam, então, os preparativos para o que seria primeira operação anfíbia anglo-americana. A operação Tocha, que tinha as seguintes diretivas:
1. Estabelecer sólidas cabeças de praia entre Oran e a Tunísia, permitindo atividades das forças aéreas terrestres e navais aliadas;
2. Rápida e vigorosa exploração das cabeças de praia, Argélia e Tunísia, permitindo marchar em direção leste, encurralando pela retaguarda as forças de Rommel que lutavam contra os ingleses na África Oriental;
3. Aniquilamento das forças do Eixo que se opunham aos ingleses na África Oriental, e intensificação das operações aéreas e navais contra o continente europeu através da Itália, proporcionando uma futura invasão;
Em 14 de agosto de 1942, o general americano Dwight D. Eisenhower foi nomeado comandante em chefe de todas operações terrestres, aéreas e navais no continente africano e estabeleceu quartel-general em  Gibraltar. O comandante naval da Força Expedicionária Aliada foi o Almirante Sir Andrew Browne Cunningham, Primeiro Visconde Cunningham de Hyndhope; o ajudante dele foi o vice-almirante Sir Bertram Ramsay, que tinha planos de invasão anfíbia.
A Operação Tocha dividia-se em três grupos:
1. Força Tarefa Ocidental, quase toda norte-americana constituída de 39 mil homens, escoltados por 3 encouraçados, 6 cruzadores e 5 porta-aviões, 40 contratorpedeiros e diversos outros navios. Desembarcou nas colônias francesas do Marrocos e da Argélia. O comando era do General Patton e do almirante Hewitt;
2. Força Tarefa Central, com 39 mil homens de tropas americanas, embarcados na Inglaterra, de onde partiriam.

As forças navais compreenderiam um encouraçado, 3 porta-aviões, 1 cruzador, 6 corvetas e diversos navios auxiliares. O comando era do almirante Trobridge:
1. Força Tarefa Oriental, com 23 mil homens de tropas britânicas e 10 mil homens de tropas americanas, embarcados na Grã-Bretanha, Partiriam de Norfolk, Portland e Bermudas. Contava com três cruzadores, 2 porta-aviões, 3 navios antiaéreos, 1 monitor, 13 contratorpedeiros e 7 corvetas, além de outros navios auxiliares. O comando era do general Reyder e do almirante Burrough.

## Contexto
Os Aliados planejaram a invasão anglo-americana do norte da África — Marrocos, Argélia e Tunísia, territórios nominalmente nas mãos do governo colaboracionista francês ("França de Vichy") que tinha à frente o primeiro-ministro Philippe Pétain. Com grande parte do Norte da África sob controle dos Aliados, havia a possibilidade de um Movimento de pinça contra as forças do Eixo que combatiam naqueles territórios. A França de Vichy tinha por volta de 125 mil soldados espalhados pelos territórios bem como uma artilharia costeira, 210 tanques operacionais mas de tecnologia defasada e cerca de 500 aeronaves, metade das quais caças Dewoitine D.520 — equiparáveis aos caças britânicos e norte-americanos. As tropas se dividiam em 60 mil combatentes no Marrocos, 15 mil na Tunísia, e 50 mil na Argélia. Estavam ainda em operação 10 navios de guerra e 11 submarinos no litoral de Casablanca.
Os aliados acreditavam que as forças da França de Vichy não iriam lutar, particularmente devido a informações do cônsul americano Robert Daniel Murphy que estivera em Argel. Os franceses tinham sido antigos aliados dos norte-americanos e as tropas foram instruídas a não atirarem exceto para responder ao fogo. Contudo, eles tinham suspeitas sobre a Marinha Francesa estar rancorosa contra os britânicos pela ação de 1940 em Mers-el-Kebir. Ganhar o apoio das forças francesas no Norte da África era essencial e planos foram feitos para garantir essa cooperação, apesar das resistências. O apoio alemão à França de Vichy veio através da força aérea. Muitos bombardeiros da Luftwaffe empreenderam ataques aéreos em portos aliados na Argélia e ao longo da costa norte-africana.

### Planos dos Aliados

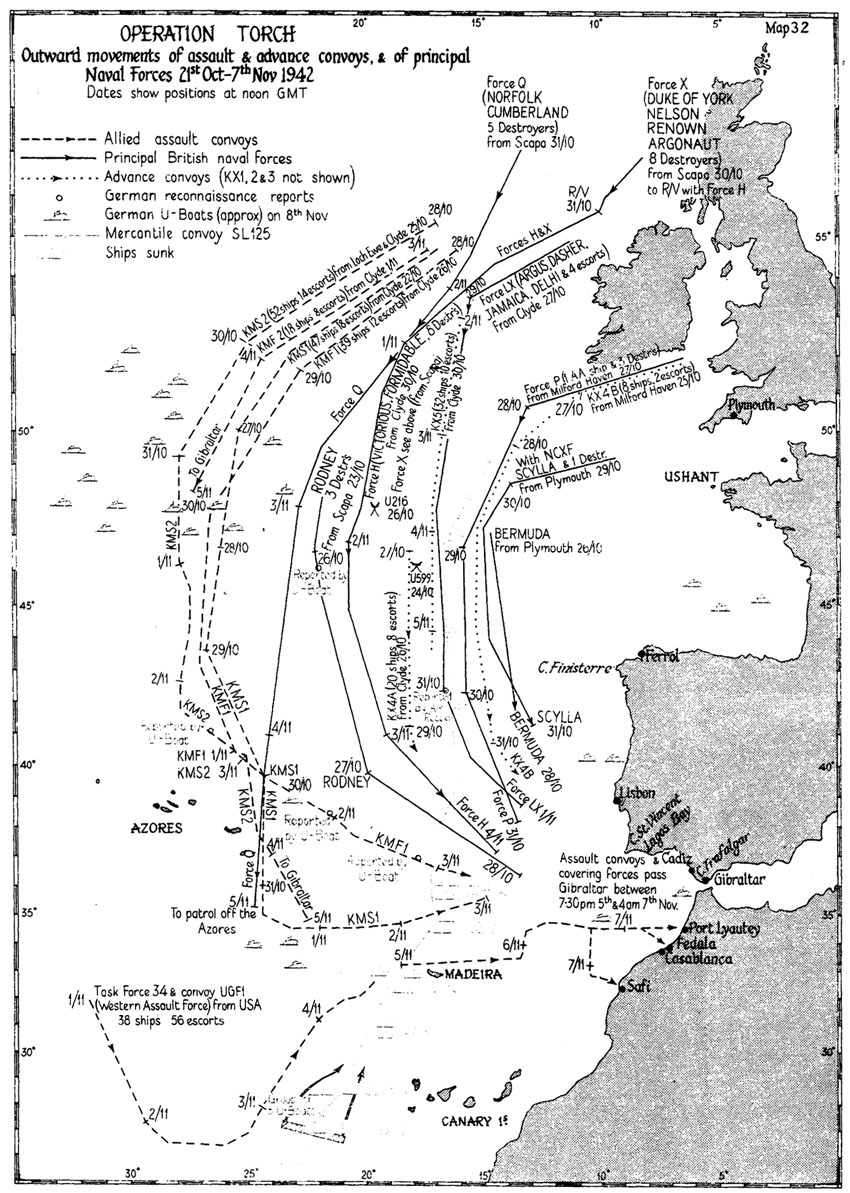
Um mapa dos comboios Aliados partindo das Ilhas Britânicas para o Norte da África

Planejadores identificaram Orã e também Argel e Casablanca como alvos-chave. Idealmente haveria também o desembarque em Túnis para garantir a Tunísia e facilitar uma rápida interrupção do transporte de suprimentos que viajavam via Trípoli para os exércitos de Rommel na Líbia. Contudo, Túnis estava muito próxima de campos de pouso do Eixo na Sicília e na Sardenha e que impedia esperança de sucesso. Uma opção seria o desembarque em Bône (atual Annaba), cerca de 500 km de Túnis e Argel. Limitações nos recursos levaram a que os Aliados não pudessem fazer mais do que três desembarques e Eisenhower — que acreditava que qualquer plano devesse incluir desembarques em Orã e Argel — ficasse com duas opções principais: ir para o oeste, com desembarque em Casablanca, além de Orã e Argel e então fazer uma marcha tão rápida quanto possível até Tunis (cerca de 800 km a leste de Argel) após a oposição de Vichy ser anulada; ou ir para o leste, desembarcar em Orã, Argel e Bône e então avançar para Casablanca, a 800 km ao oeste de Orã. Ele preferia a ida para o leste pois havia a vantagem de capturar primeiro Túnis e também porque o Atlântico que banha Casablanca apresentava consideravelmente maiores riscos para o desembarque anfíbio do que os encontrados no Mediterrâneo.
Os Chefes do Estado-Maior combinado, contudo, preocupavam-se com o fato de que a Operação Tocha precipitasse o abandono da neutralidade da Espanha e sua adesão ao Eixo, e com isso o Estreito de Gibraltar fosse fechado e as linhas de comunicação Aliada, cortadas. Eles escolheram Casablanca por apresentar menor risco e que possibilitaria a que as forças na Argélia e Tunísia fossem abastecidas a partir daquela cidade (apesar de enorme dificuldade) no caso do fechamento do Estreito. Eisenhower, ao aceitar a opção avisou que a decisão tornaria remota a captura de Túnis pois com o maior tempo de desembarque, as forças do Eixo se moveriam para a Tunísia.

### Ação da Inteligência

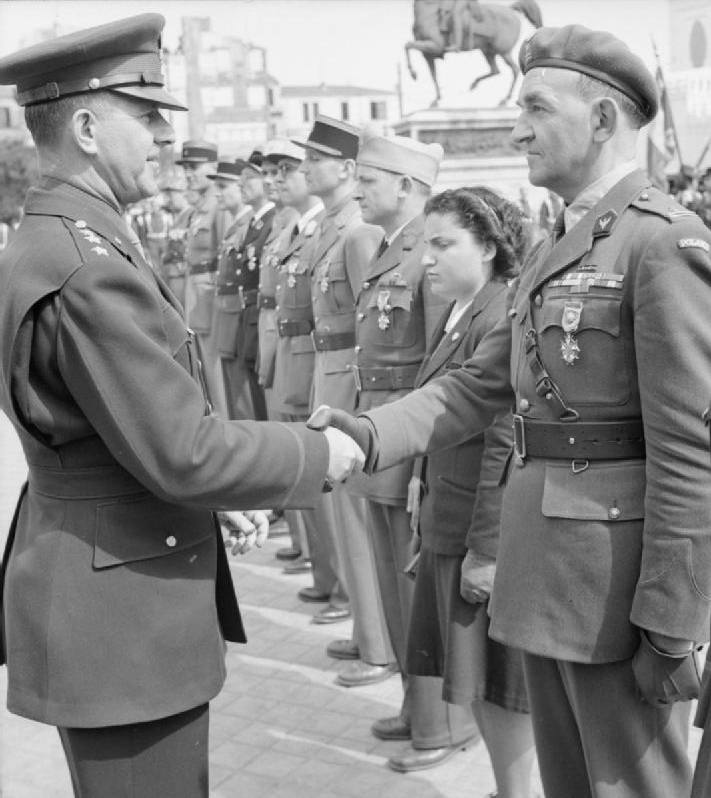
O Major Mieczysław Rygor Słowikowski é condecorado pelos serviços em prol da invasão Aliada no Norte da Áfica

Em julho de 1941, Mieczysław Słowikowski (usando o codinome "Rygor" —  "Rigor" em polonês) criou a "Agência África", uma das mais bem-sucedidas organizações de espionagem da Segunda Guerra Mundial. Os aliados poloneses da organização incluíam ainda o Tenente-Coronel Gwido Langer e o  Major Maksymilian Ciężki. As informações coletadas pela agência foram usadas pelos norte-americanos e britânicos no planejamento do desembarque anfíbio da Operação Tocha no Norte da África em novembro de 1942.

### Contatos preliminares com a França de Vichy
Para avaliar os sentimentos das forças da França de Vichy, Murphy foi nomeado para o consulado norte-americano na Argélia. Sua missão sigilosa era determinar o estado de espírito das forças francesas e fazer contato com elementos que pudessem apoiar a invasão aliada. Ele foi bem-sucedido em contatar muitos oficiais franceses, incluindo o General Charles Mast, o comandante-em-chefe francês na Argélia.
Esses oficiais estavam dispostos a apoiar os Aliados, mas pediram por uma conferência clandestina com um general senior na Argélia. O Major General Mark W. Clark—um dos comandantes seniors de Eisenhower—foi despachado para Cherchell na Argélia a bordo do submarino britânico HMS Seraph P219 e se encontrou com aqueles oficiais em 21 de outubro de 1942.
Com a ajuda da Resistência, os Aliados foram bem-sucedidos em tirar o general francês Henri Giraud do país e levá-lo a bordo do HMS Seraph— e depois enviá-lo para um submarino norte-americano—com a intenção de oferecer-lhe o posto de comandante-em-chefe das forças francesas na África após a invasão. Contudo, Giraud ficaria subordinado ao chefe de todas as forças aliadas, Eisenhower. Quando ele recusou, decidiu permanecer como "espectador".

## Batalha
Os Aliados organizaram três forças-tarefas anfíbias para tomarem portos e campos de pouso no Marrocos e Argélia, simultaneamente, e escolheram como alvos Casablanca, Orã e Argel. Havendo sucesso nessas operações, seriam sucedidas por um avanço pelo leste até a Tunísia.
A Força Tarefa Ocidental (que se dirigia a Casablanca) compreendia unidades norte-americanas, comandadas pelo  General George S. Patton e o Almirante Henry Kent Hewitt à frente das operações navais. Essa força reunia a 2ª Divisão Blindada e as 3ª e 9ª Divisões de Infantaria —35 mil combatentes num comboio de 100 navios. Eles foram transportados diretamente dos Estados Unidos no primeiro de uma série de comboios que providenciaram apoio logístico para a Campanha do Norte da África.

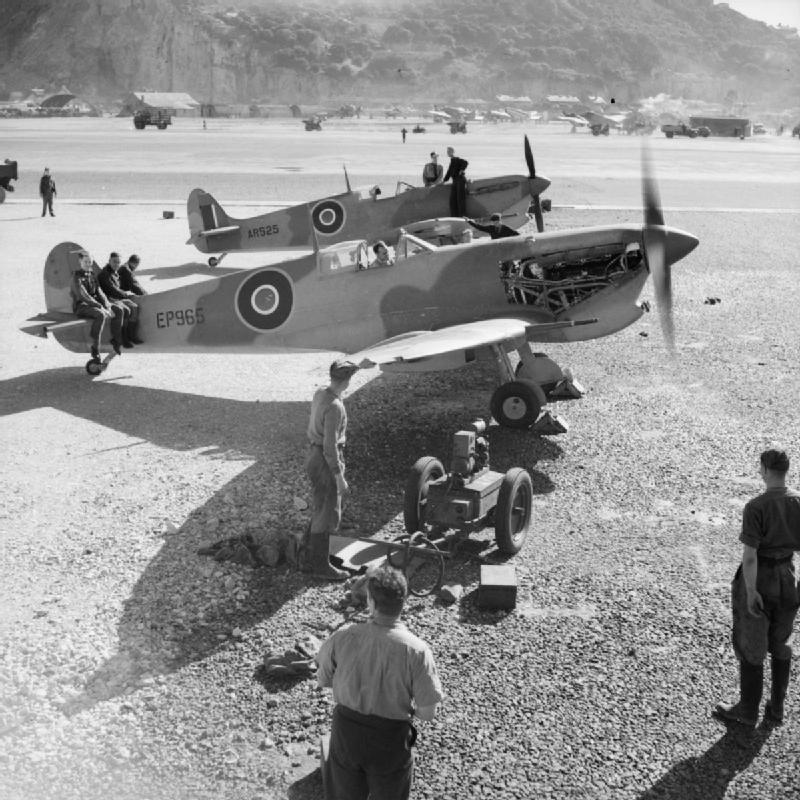
Uma carga de 116 Supermarine Spitfires foi transportada pelo mar e montada em apenas 11 dias no Aeroporto de Gilbratar da RAF. Muitas dessas aeronaves serviram com a Força Aérea Norte-Americana, incluindo o caça que aparece em primeiro plano, o EP 365 do 308º Esquadrão de Caça do 31º Grupo de Caças

A Força-Tarefa Central, que se dirigia a Orã, reunia o 2º Batalhão do 509º Regimento de Paraquedistas, a 1ª Divisão de Infantaria e a 1ª Divisão Blindada, dos Estados Unidos—um total de 18,5 mil combatentes. Eles navegaram a partir da Grã-Bretanha e foram comandados pelo General comandante Lloyd Fredendall enquanto as forças navais ficaram sob o comando do Comodoro Thomas Troubridge.
A Operação Tocha foi, com propósitos propagandísticos, um desembarque das forças norte-americanas, apoiadas por caças e navios de guerra britânicos, pois essa meia-verdade seria mais palatável para a opinião pública francesa, do que era na verdade, uma invasão anglo-americana. Pela mesma razão, Churchill sugeriu que os soldados britânicos usassem os uniformes dos Estados Unidos, apesar de não haver evidências de que essa tática fora implementada. Os caças da Força Aérea do Exército Britânico usaram a insígnia norte-americana da estrela circunscrita durante a operação, e dois encouraçados britânicos usaram a bandeira norte-americana. Na realidade, a Força-Tarefa Oriental—que se dirigiu a Argel—foi comandada pelo Tenente-General britânico Kenneth Anderson e reunia a 78ª Divisão de Infantaria Britânica e a 34ª Divisão de Infantaria Norte-Americana, juntamente com duas unidades de comando britânicas (Comando nº 1 e Comando nº 6), totalizando 20 mil combatentes. Durante a fase de desembarque, as forças em solo foram comandadas pelo General-Comandante Charles W. Ryder, comandante geral da 34ª Divisão e as forças navais pelo vice-almirante Sir Harold Burrough.
U-boats, operando no leste do Atlântico e que cruzavam a área em que navegariam os comboios da invasão, foram atraídos para o comboio comercial SL 125. Alguns historiadores sugeriram que a hora que o comboio comercial navegou fora uma tática diversionista intencional para desviar dos ataques de submarino o transporte das tropas.
As operações aéreas foram divididas em duas direções, a leste do Cabo Tenez na Argélia, com os caças britânicos liderados pelo oficial da RAF Sir William Welsh e a oeste do Cabo Tenez, comandados pelo General comandante Jimmy Doolittle, sob o comando direto do Major General Patton.
P-40s do 33º Grupo Aéreo foram lançados de navios norte-americanos para escoltar os cargueiros que desembarcaram em Port Lyautey (atual Kenitra) em 10 de novembro. Apoio aéreo adicional foi providenciado para o porta-aviões USS Ranger CV-4|6, com esquadrões interceptando caças de Vichy e bombardeando navios inimigos.

### Casablanca
A Força-Tarefa Ocidental desembarcou antes do amanhecer de 8 de novembro de 1942, em três pontos no Marrocos: Safim (Operação Black Stone), Fedala (Operação Brushwood, o maior desembarque com 19 mil homens), e Mehdiya-Port Lyautey (Operação Goalpost). Como não esperavam que os franceses fossem resistir, não houve bombardeio preliminar. Ficou provado ter sido um erro que custou baixas nas forças de desembarque norte-americanas.
Na noite de 7 de novembro, o general pró-Aliado Antoine Béthouart tentou derrubar o comando francês no Marrocos, e se renderia aos invasores no dia seguinte. Suas forças cercaram a vila do General Charles Noguès, um alto comissário leal a Vichy. Contudo, Noguès telefonou para forças leais, que detiveram o levante. Para complicar, a tentativa de golpe alertou Noguès para a iminente invasão Aliada e ele imediatamente reforçou as defesas costeiras francesas.

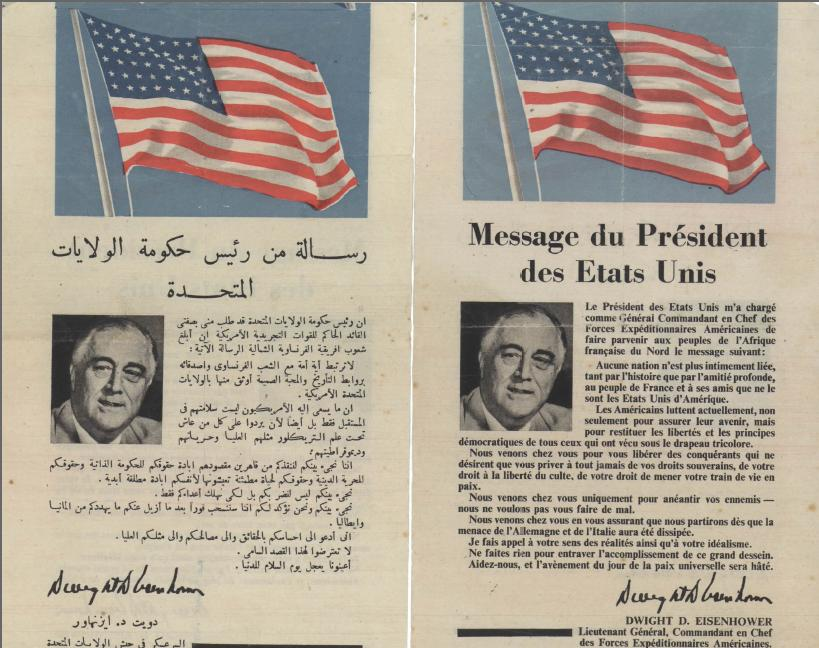
Um folheto em francês e árabe que foi distribuído pelas Forças Aliadas nas ruas de Casablanca, clamando aos cidadãos que colaborassem com os invasores

Em Safim, o objetivo era capturar guindastes portuários que facilitariam o desembarque dos tanques leves da Força-Tarefa Ocidental, o que foi conseguido. Os desembarques começaram sem bombardeios de cobertura, na esperança de que os franceses não resistissem. Contudo, uma artilharia costeira abriu fogo, o que levou os navios Aliados a contra-atacarem. No momento da chegada do General Harmon, atiradores franceses tinham barrado tropas de assalto (a maioria em combate pela primeira vez) nas praias de Safim. A maioria dos desembarques foi atrasada. Porta-aviões destruíram um comboio de carga francês que trazia reforços para as defesas das praias. Safim se rendeu na tarde de 8 de novembro. Em 10 de novembro, a defesa restante foi anulada e a maior parte das forças de Harmon marcharam para se juntarem ao cerco a  Casablanca.
Em Port-Lyautey, as tropas de desembarque estavam incertas sobre a situação, e a segunda onda foi adiada. Isso deu tempo às defesas francesas de organizarem a resistência, e o desembarque restante aconteceu sobre bombardeio de artilharia. Com o apoio aéreo dos porta-aviões, as tropas seguiram em frente, e o objetivo foi alcançado.
Em Fedala, o clima interrompeu o desembarque. A ação nas praias novamente aconteceu sob fogo francês após o amanhecer. Patton desembarcou as 08h00, e as cabeça-de-praia estavam seguras no final do dia. Os norte-americanos cercaram o porto de Casablanca em 10 de novembro, e a cidade se rendeu uma hora antes do assalto final para tomada do local.
Em Casablanca estava a principal base naval francesa após a ocupação alemã da costa europeia. A Batalha Naval de Casablanca ocorreu com a oposição ao desembarque aliado de vários encouraçados, contratorpedeiros e submarinos franceses. Um encouraçado, seis contratorpedeiros e seis submarinos foram afundados pelos canhões e bombardeiros norte-americanos. O incompleto navio de guerra francês Jean Bart — que estava ancorado nas docas — disparou seus canhões contra as forças de desembarque até ser destruído pela artilharia de 16 mm do USS Massachusetts (BB-59), a primeira vez que a artilharia embarcada de grande calibre norte-americana fora utilizada em qualquer parte do mundo durante a Segunda Guerra Mundial. Dois contratorpedeiros norte-americanos foram danificados.

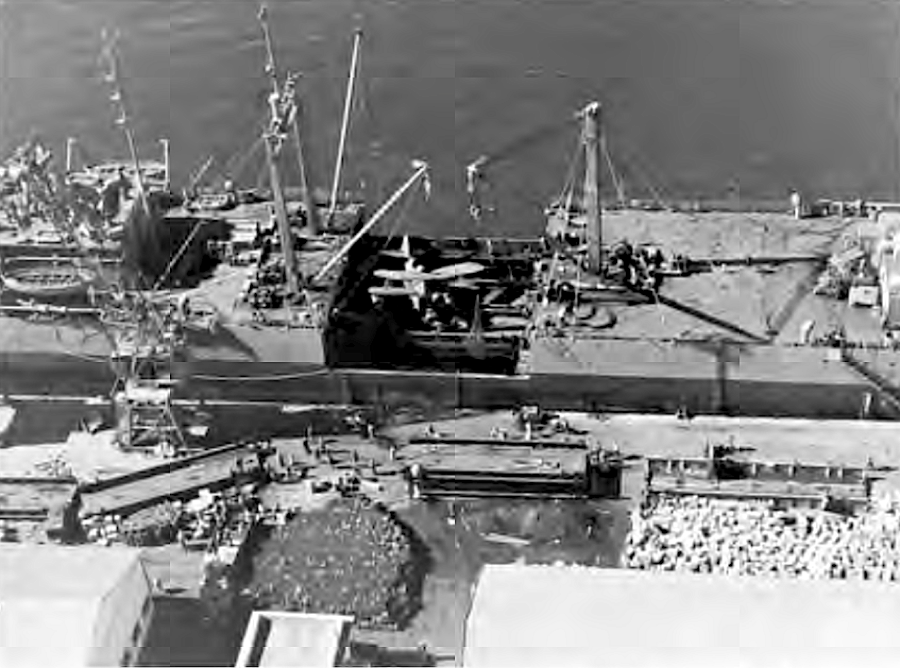
USS Lakehurst (ex-Seatrain New Jersey), após desembarcar tanques leves em Safim, Marrocos

.

### Orã
A Força-Tarefa Central foi dividida entre três praias, duas a oeste de Orã e uma a leste. Desembarques na praia mais a oeste foram adiados devido a um comboio francês que apareceu enquanto os caça-minas estavam limpando o caminho. Alguns atrasos e confusões, e danos nos barcos de desembarque, foram causados pela inesperada pouca profundidade das águas e bancos de areia; embora tivesse havido observações com  periscópios, não houve reconhecimento de locais de desembarque pra determinação das condições marítimas. Isso norteou invasões anfíbias posteriores — como a Operação Overlord — em que foram levados altamente em conta reconhecimentos preliminares.
O 1º Batalhão Rangers desembarcou a oeste de Orã e rapidamente capturou uma bateria costeira em Arzew. Uma tentativa foi feita para desembarcar a infantaria norte-americana diretamente no porto, a fim de evitar a destruição das instalações portuárias e afundamento dos navios. A Operation Reservist—falhou, com dois barcos britânicos destruídos pelo fogo cruzado de veleiros franceses. A frota naval da França de Vichy saiu do porto e atacou a frota invasora Aliada mas seus navios foram todos afundados ou conduzidos para terra.
A artilharia francesa e a frota de invasão combateram entre 8 e 9 de novembro, com as tropas francesas defendendo teimosamente Orã e a área ao redor. A artilharia pesada dos navios britânicos forçaram a rendição de Orã em 9 de novembro.

#### Desembarques aerotransportados
A Operação Tocha foi o primeiro grande assalto aerotransportado dos Estados Unidos. O 2º Batalhão, do 509º Regimento de Paraquedistas da Infantaria voou da Grã-Bretanha, através da Espanha, com a intenção de saltar nas proximidades de Orã e capturar campos de pouso de Tafraoui e La Sénia, respectivamente 24 min e 8 min ao sul de Orã. A operação foi marcada por problemas de clima, navegação e comunicação. Mau tempo sobre a Espanha e tempo ruim levaram a que 13 das 37 aeronaves aterrissassem num lago seco a oeste do objetivo. Apesar disso, ambos os aeroportos foram capturados.

### Argel

#### Resistência e golpe
Conforme acertado em Cherchell, nas primeiras horas de 8 de novembro 400 combatentes, na maioria judeus franceses iniciaram um golpe em Argel. Iniciado à meia-noite, a força comandada por Henri d'Astier de la Vigerie e José Aboulker tomou alvos-chave, incluindo telefones, estações de rádio, casa do governador e quartel do 19º Corpo Militar.
Robert Murphy pegou alguns homens e dirigiu para a casa do General Alphonse Juin, o Oficial Senior do Exército Francês no Norte da África. Enquanto cercavam a casa dele (fazendo-o efetivamente prisioneiro) Murphy tentou lhe persuadir a ficar do lado dos Aliados. Contudo, ele se sentiu ameaçado pela surpresa. O Almirante François Darlan—o comandante de todas as forças francesas—estava também em Argel numa visita particular. Juin insistiu em contatar Darlan que foi até o local, e Murphy foi incapaz de persuadi-los. No início da manhã, a polícia local chegou e soltou Juin e Darlan.

#### Invasão

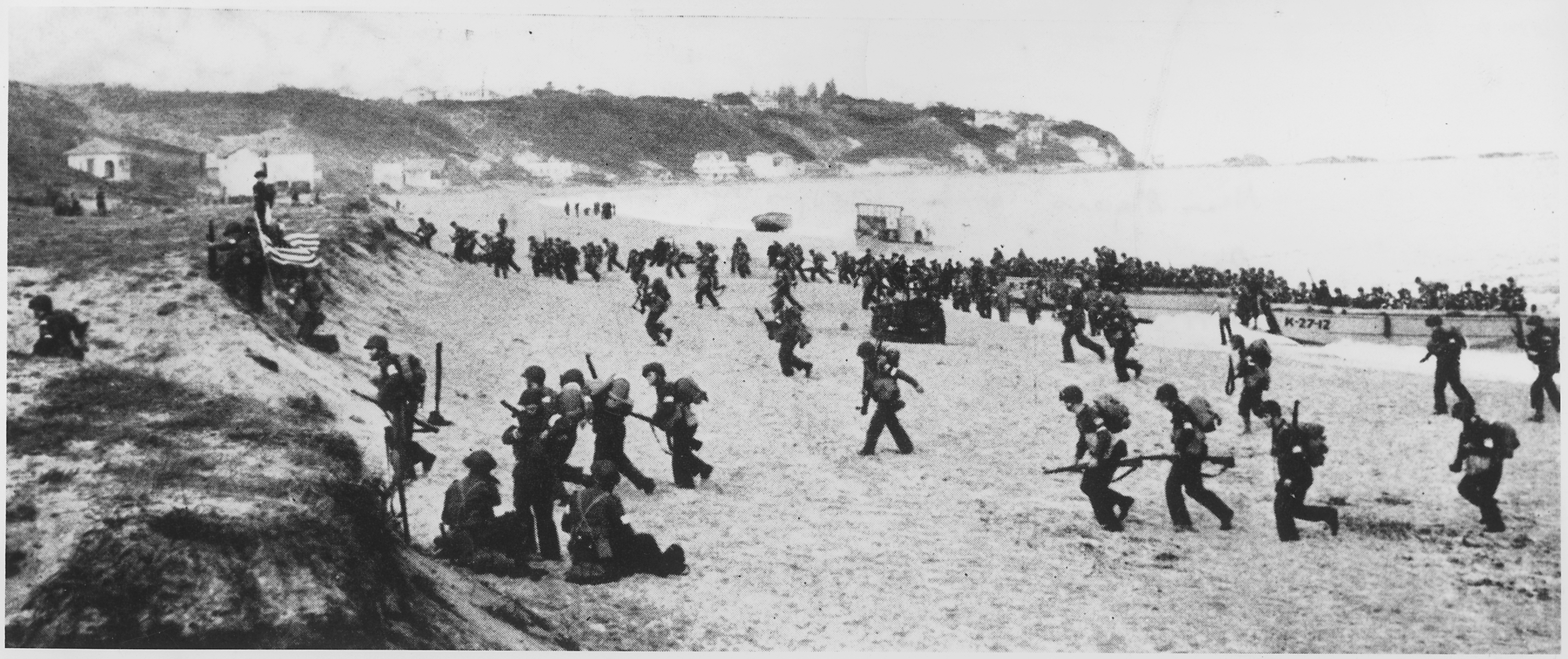
Soldados norte-americanos desembarcam nas proximidades de Argel

Em 8 de novembro de 1942, a invasão começou com desembarques separados em três praias—duas a oeste de Argel e uma a leste. Sob o comando do Major General Charles W. Ryder, comandante da 34ª Divisão de Infantaria, 11ª Brigada Britânica da 78ª Divisão de Infantaria Britânica, desembarcou no lado direito da praia, 168º Regimento de Infantaria, da 34ª Divisão de Infantaria, apoiada pelo 6º Comando e a maior parte do 1º Comando no meio da praia, enquanto o 39º Regimento de Infantaria, também da 34ª Divisão dos Estados Unidos, apoiaram as remanescentes 5 tropas do 1º Comando que desembarcaram no lado esquerdo da praia. A 36ª Brigada de Infantaria da 78ª Divisão Britânica ficou na reserva.. Embora alguns desembarques tivessem ocorridos em praias erradas, não foi relevante devido ao extremamente baixo número de opositores franceses. Todas as baterias costeiras tinham sido neutralizadas pela Resistência Francesa, e um comandante francês deu abertamente as boas-vindas aos soldados aliados. O único combate tomou lugar no porto de Argel, quando da Operação Terminal, dois contratorpedeiros britânicos tentaram transportar um punhado de soldados Rangers americanos diretamente para as docas. A artilharia pesada abriu fogo contra uma das embarcações impedindo o desembarque, mas a outra foi capaz de levar a terra 250 Rangers antes que voltasse para o mar. As tropas desembarcadas rapidamente marcharam para o interior e o General Juin se rendeu aos Aliados as 18h00.